# Pub

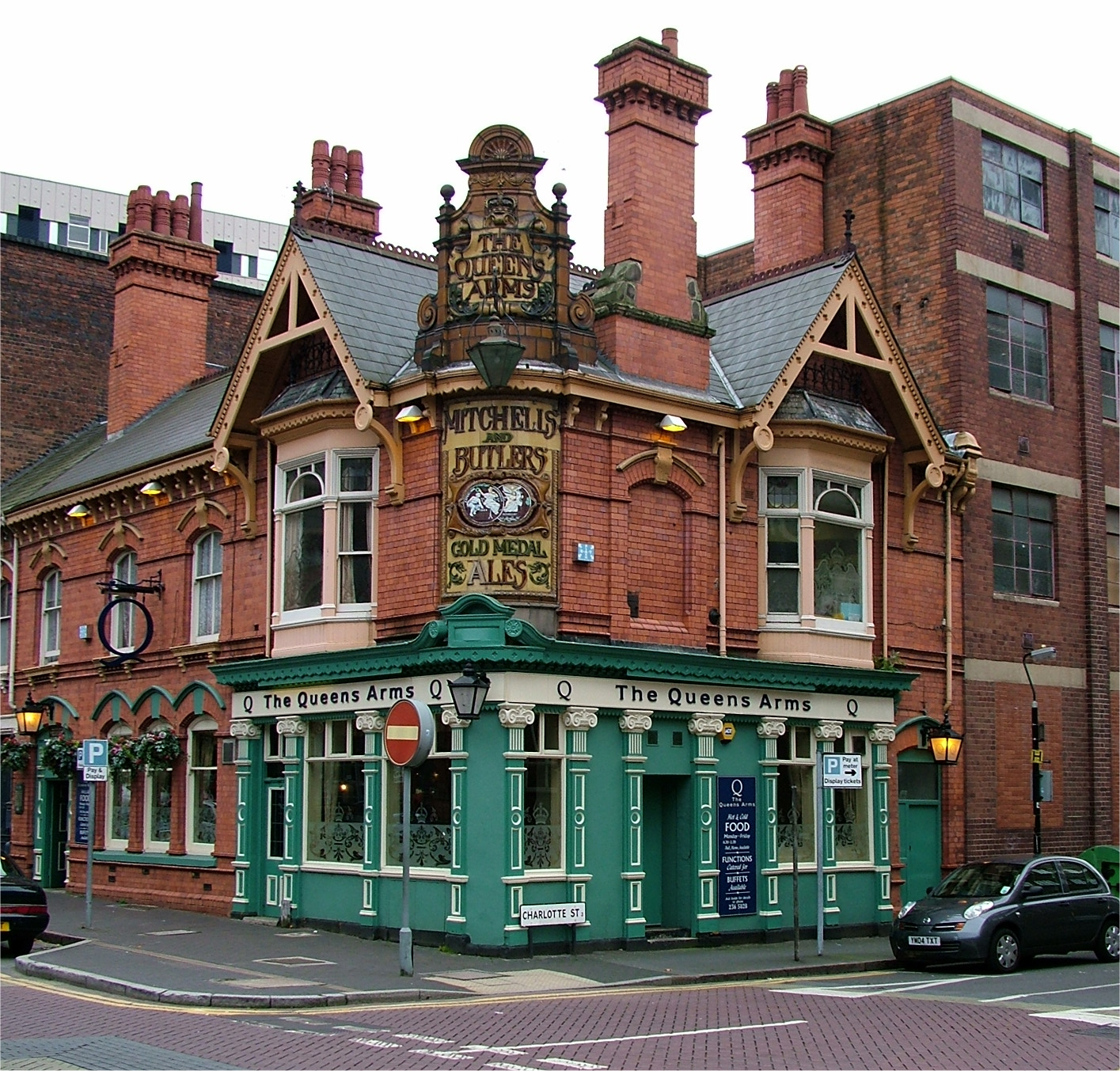
Un pub en Birmingham, Inglaterra.

Un pub (abreviación de public house, que en español significa "casa pública") es un establecimiento donde se sirven bebidas alcohólicas, bajo las premisas del país correspondiente. Los países angloparlantes son los que registran una mayor cantidad de pubs, concretamente el Reino Unido, Irlanda, Canadá, Australia, y Nueva Zelanda.
En varios países existen establecimientos a los que suele llamarse pub, por servir bebidas y ofrecer música "mezclada". Sin embargo, el concepto original de "casa pública" surgió en el Reino Unido, y posee varias características que lo distinguen cultural y socialmente de otros negocios hosteleros.
En parte de América Latina no existe tradición de llamar pub a este tipo de establecimientos, y allí se los conoce con los nombres de "cervecería" o,en Chile, "choppería / shoppería" (del alemán schoppen), aunque existen diferencias de un país a otro en cuanto al tipo de instalaciones, y en cuanto a horarios de funcionamiento y horarios de afluencia.

## Lospubsbritánicos

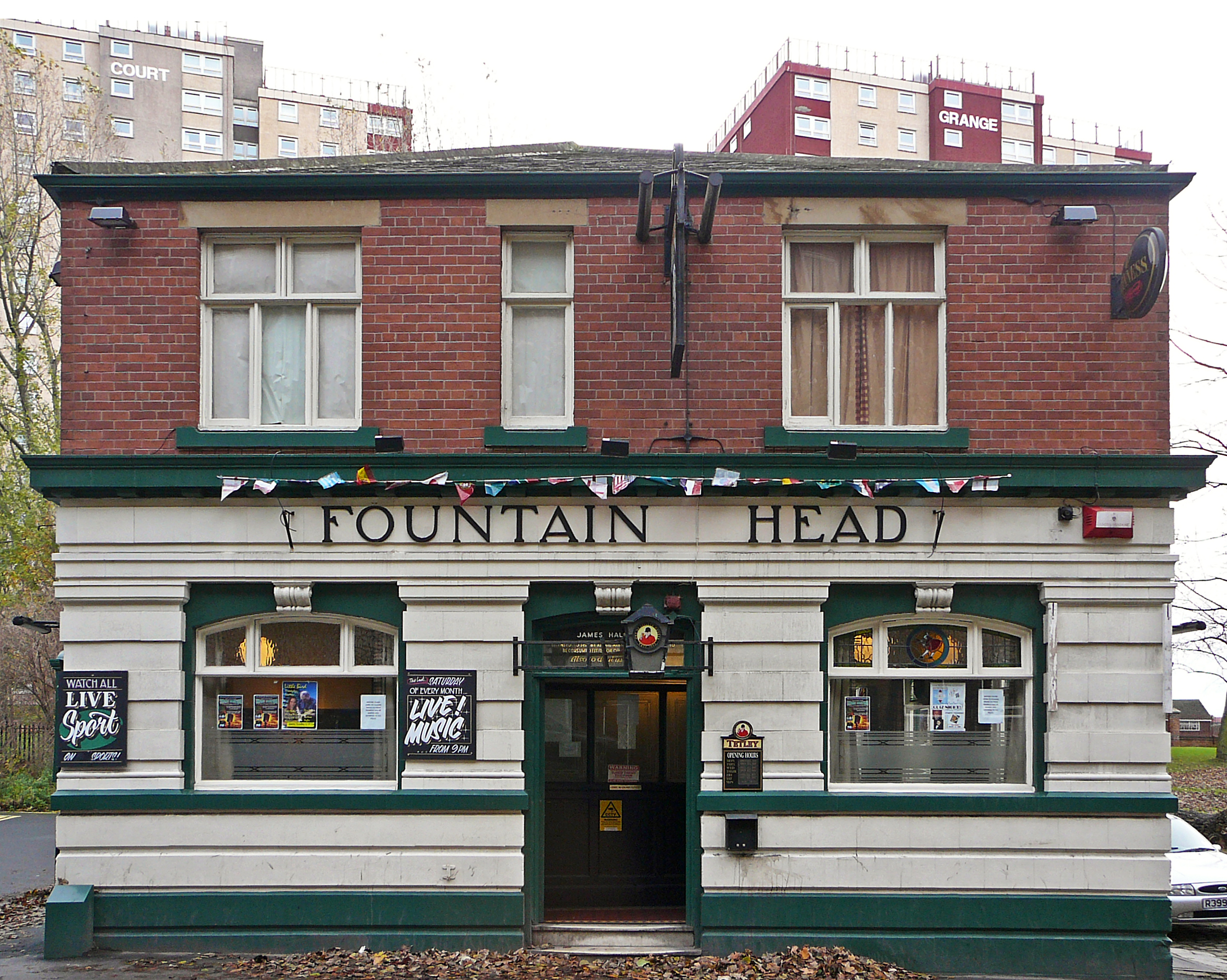
Pub Fountain Head en Leeds, Inglaterra.

En el Reino Unido existen aproximadamente 60 000 pubs, habiendo al menos uno en casi todas las localidades. En ellos se venden casi 6 millones de litros de cerveza al año, lo que supone una media de 100 litros por persona.
Aunque un pub también sirve licores y bebidas sin alcohol, su prestigio se mide por la selección y calidad de cervezas embotelladas o de grifo (llamadas así por provenir del grifo de un barril denominado sifón) que pueda ofrecer. La clientela inglesa es experta en la bebida de cebada, y se exige nombre y calidad en el abanico cervecero de cada casa pública. No en vano es posible encontrar pubs con hasta más de 30 grifos de cerveza.
La cerveza más característica del pub inglés es la Ale o Bitter. En la barra se distinguen perfectamente de las demás por el señorial grifo de bombeo mecánico que requieren para ser tiradas. Son caldos muy delicados, que necesitan de buenos cuidados diarios y un buen sótano a fresca temperatura ambiente, donde poder almacenar los barriles. Estos contienen unos sedimentos acumulados en la parte inferior que le reportan su inconfundible sabor. El característico aroma de las Bitter flota en aquellos pubs donde está prohibido fumar. 
La decoración de este tipo de bares suele guardar la solemnidad y ostentación de la cultura inglesa. Muebles de madera labrada, techos recargados, y moquetas lustrosas, facilitan una estancia agradable y proclive a la conversación y a los encuentros.
Así mismo, los pubs se resguardan de la luz del día con cristales opacos o grabados muy elaborados, que también contribuyen a la creación de una atmósfera íntima y acogedora, aunque en los últimos 20 años existe una tendencia al uso de cristales transparentes para realzar con brillo la decoración interior.
Habitualmente, cada pub posee su propia clientela regular: personas que viven en las cercanías, trabajadores de la zona, amigos del propietario o propietaria o de su personal, dándose el caso de clientes que provienen de sitios más retirados.

## Historia

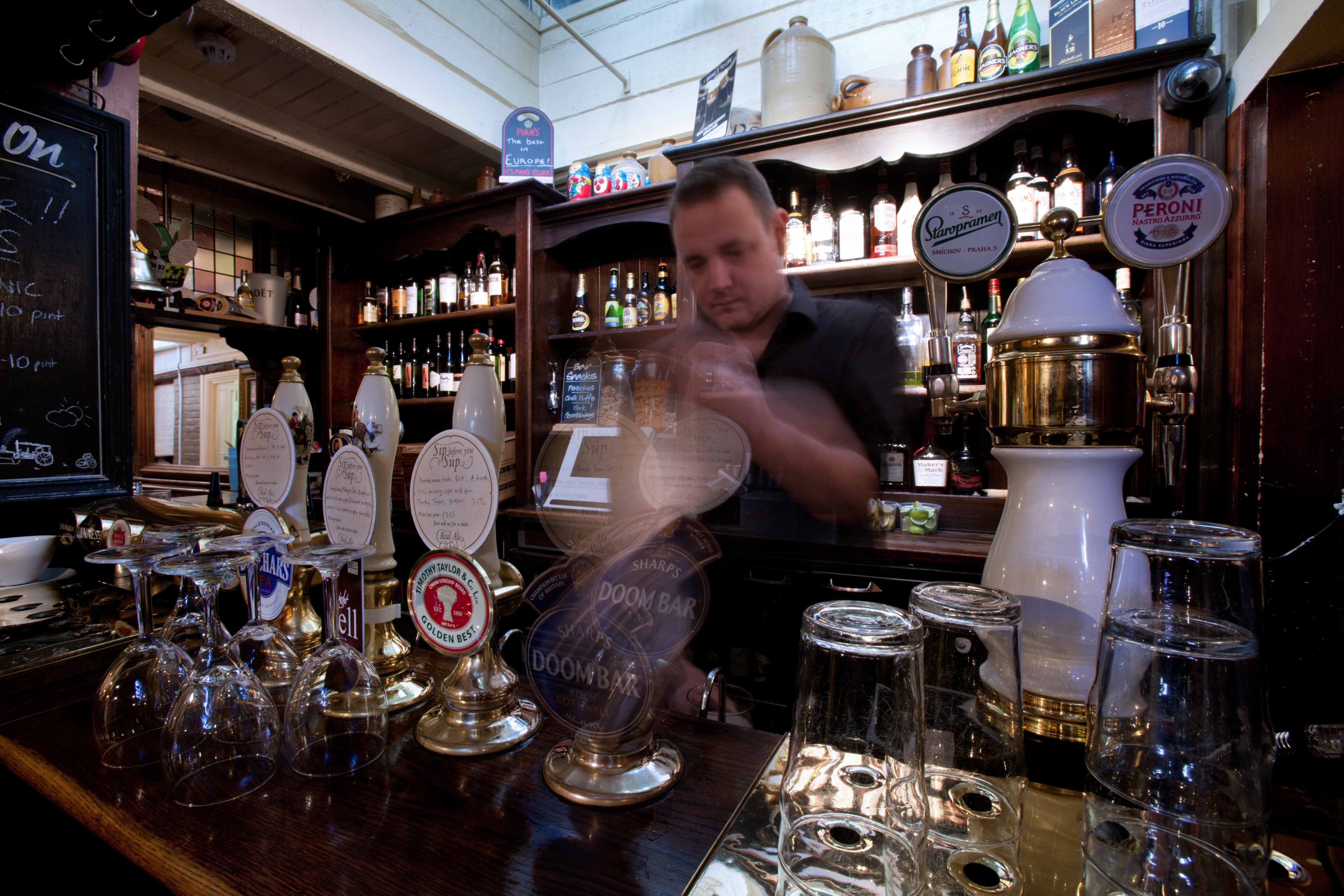
Pub en Oxford, Inglaterra.

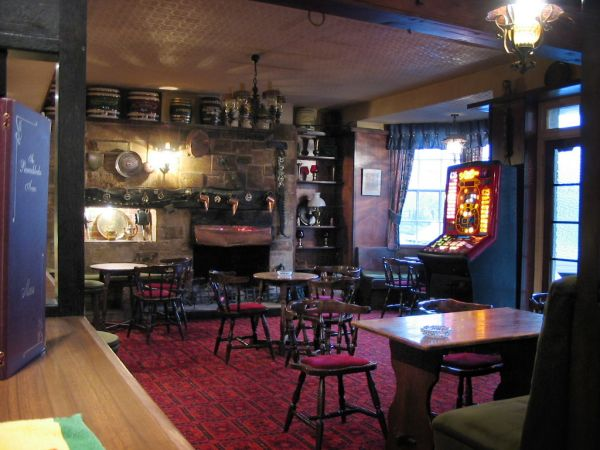
Interior de un típico pub inglés, en este caso una posada de gestión familiar en las afueras de Dinton, en Wiltshire, Inglaterra.

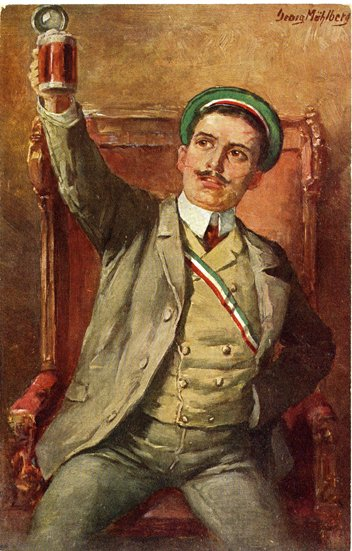
Pintura "Ein Prosit" (en español: "Brindis") del pintor alemán Georg Mühlberg, donde se observa a un estudiante bebiendo y brindando en un pub.

En el Reino Unido se consume la cerveza del tipo Ale desde antes de la Edad de Bronce. Sin embargo, hasta la llegada de los conquistadores romanos no aparecieron las primeras posadas, donde los viajeros obtenían refrigerios, cobijo y descanso. Con la caída del Imperio romano, estas casas dieron lugar al concepto del pub moderno y fue en el año 965 cuando el rey Edgar reguló el negocio decretando un máximo de un pub por población.
La popularización de la ginebra en el siglo XVIII supuso un buen espaldarazo para la hostelería británica. El licor fue introducido después de la Revolución Gloriosa de 1688 y su consumo se vio impulsado gracias a la producción ilegal de ginebra que evitaba los elevados impuestos sobre las bebidas alcohólicas. Las cervecerías veían cómo la nueva bebida espirituosa ganaba clientes y la atacaron frontalmente con la apertura de Alehouses (casas de cerveza), pubs pertenecientes a las propias compañías productoras donde solamente se servía su producto. Sin embargo, alrededor de 1740 la producción de cerveza era seis veces menor que la de ginebra y su bajo precio atraía a las clases trabajadoras durante el periodo Gin Craze.
Todo esta tesitura derivó en una fiebre de alcoholismo que causó una degradación del pueblo llano, ilustrada por el pintor William Hoghart en Beer Street y Gin Lane. Para erradicar el problema, el gobierno aprobó la Gin Act en 1736 elevando los impuestos sobre la ginebra. La medida desató la ira del pueblo que se amotinó en las calles hasta que la ley fue abolida en 1742.
A finales del siglo XVIII, se añadió un salón más a los pubs ingleses: The Function Room (Sala de Funciones). Muchos de estos establecimientos contaban con espectáculos de entretenimiento de distintos tipos como bandas de música, juegos y deportes. El local Balls Pond Road, en el distrito londinense de Islington, tenía en su parte trasera un pequeño lago con patos a los que sus clientes podían disparar a cambio de un módico precio.
Más comunes, sin embargo, eran los billares, conciertos, pequeñas funciones teatrales o comedias a las que los clientes podían acudir previo pago. Es posible que el inicio institucionalizado del stand-up comedy, lo que en España se conoce como El club de la comedia, haya que buscarlo en los más antiguos pubs londinenses.

## Tipos
Un pub no tiene una definición estricta, pero CAMRA afirma que un pub tiene cuatro características:
1. Abierto al público sin necesidad de ser socio/residente
2. Servir cerveza o sidra de barril sin exigir el consumo de alimentos
3. Debe haber al menos una zona del local que no esté destinada al servicio de comidas
4. Permitir la compra de bebidas en el bar (es decir, no sólo servicio de mesa)

En conjunto, estas características distinguen a los pubs de los restaurantes y bares de hotel, aunque algunos pubs también funcionan como restaurantes u hoteles.

### Gastropub
Un gastropub es un híbrido de pub y restaurante, conocido por servir cerveza, vino y comida de buena calidad. El nombre es una combinación de las palabras "gastronomía" y "public house" y se acuñó en 1991, cuando David Eyre y Mike Belben se hicieron cargo del pub Eagle de Clerkenwell, Londres.

### Bar rural
"Pub de campo" es simplemente un establecimiento rural de bebidas, aunque el término ha adquirido una imagen romántica, generalmente asociada a tejados de paja y paredes de piedra encaladas. Al igual que los pubs de ciudad, el pub de campo puede funcionar como centro social y recreativo, ofreciendo oportunidades para que la gente se reúna, intercambie noticias y colabore en actos benéficos locales. Sin embargo, esta cultura de funcionar como centro social para el pueblo y la comunidad rural empezó a decaer en la segunda mitad del siglo XX, cuando muchos pubs rurales cerraron o se reconvirtieron en restaurantes o gastropubs.

### Tema pub
Un pub temático es aquel que se centra en una cultura, estilo o actividad en particular, a menudo con la intención de atraer a una clientela especializada. Muchos están decorados y amueblados en consonancia, y a veces el tema dicta el estilo de la comida o la bebida que se ofrece.

## Juegos y deportes en pubs
El ambiente de un pub inglés se caracteriza por un ir y venir de clientes que además de cerveza, amigos y buena conversación, se busca buen entretenimiento y compañía. Por ello, los dueños organizan distintas actividades y juegos abiertos a todo el que quiera participar; dominó, ajedrez, billar y dardos son los más comunes en todo el mundo occidental por su carácter privado, y por lo general, juega un grupo de amigos (muchas veces cuatro personas). Sin embargo, en los pubs tienen lugar muchas actividades que incumben a toda la clientela, creando así un ambiente único cada día de la semana.
Algunos juegos de pub son:
- Aunt Sally (Tía Sally): es un tradicional juego que consiste en lanzar piedras sobre un maniquí, hasta hacerlo caer. Como no podía ser menos viniendo de la cultura inglesa, el maniquí suele representar una personalidad pública. Sin embargo, actualmente la práctica de Aunt Sally se ha perdido. La mordaz prensa sensacionalista británica se ocupa de estos personajes.

- Pub Quiz: es el tradicional juego de preguntas y respuestas donde todo el que quiera puede participar. Con todo, en contra de lo que se pueda imaginar, no suele haber premios. Simplemente la satisfacción de saberse el que más sabe de todo el local. El acto suele estar coordinado por un animador que hace las preguntas y ameniza el ritmo con un humor inglés en permanente diálogo con la clientela. De este modo, son muchos los pubs en Inglaterra que tienen su Quiz, ya que resulta barato, entretenido, y atractivo.

Hay pubs muy activos donde cada día de la semana es diferente. Los lunes Quiz, los martes fútbol, los miércoles comedia, los jueves música en directo, los viernes más música en directo, los sábados fiesta y los domingos se cierra más temprano.

## Comida enpubs
La gastronomía inglesa queda perfectamente reflejada en los menús de sus pubs: pollo tikka masala, lasaña, pescado con patatas (fish and chips), pies, etcétera. Una auténtica degustación de comidas del mundo en microondas. A pesar de todo, cada vez son más los gastropubs que se esfuerzan en enaltecer la tradición gastronómica británica con platos caseros. A todos estos platos se los denomina a veces pub grub.
La irrupción de las grandes compañías en este ámbito ha extendido la costumbre de vender comida rápida a precio de restaurante. Todos estos platos suelen ser precocidos y la única elaboración que requieren en la cocina del pub es el tiempo justo en el microondas. Una cuidada presentación y una mezcla de lechugas arranca a menudo elogios entre los clientes. Aunque claro, todos los británicos saben que la comida de pub es mala comida, y que los elogios de un británico pueden no ser más que fruto de su más que afamada buena educación.

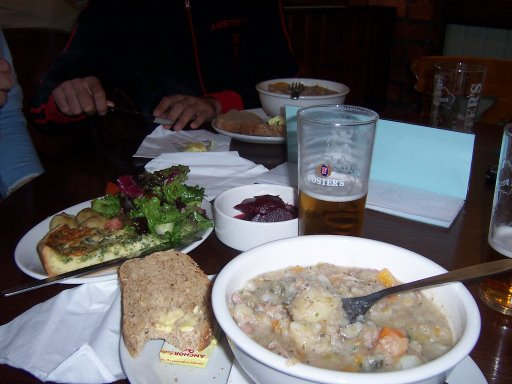
Estofado (en inglés: stew) servido en un pub de Liverpool, Inglaterra.

Pese a todo, en los últimos años, ciertos pubs se han esforzado por mejorar la imagen de la gastronomía británica, y aunque no abundan, los gastropubs pretenden hacer algo más que llenar estómagos, pues elaboran tradicionales platos británicos con excelente calidad culinaria. Naturalmente, dado el pequeño tamaño de sus cocinas, los menús tienden a limitarse a no más de cuatro platos:
- Pasteles: tartaleta de hojaldre que puede estar rellena de carne de ternera, pollo o salmón cocido.
- Guisado (Stews): cocido de cordero con diversas verduras y pequeños pedazos de pan tostado llamados dumplings.
- Bangers and mash: salchichas con puré de patatas.

También es costumbre encontrar aperitivos británicos tradicionales, como pork scratchings (torreznos) o huevos duros en vinagre (pickled eggs). Además, las grandes cadenas de pubs ofrecen aperitivos como patatas fritas, aros de cebolla, o pan de ajo. Las patatas fritas de bolsa y cacahuetes son también habituales e imprescindibles en los pubs británicos.

## Los Kneipes
Un Kneipe es un establecimiento similar a un bar, posada o taberna, habitual en las ciudades alemanas. En un Kneipe se sirve cerveza y otras clases de bebidas alcohólicas o no alcohólicas. Aunque lo normal es sólo ofrecer bebidas, en muchos de estos establecimientos también es posible comer (la diferencia en Alemania entre restaurante y Kneipe no está clara). 
El término "Kneipe" tiene su origen en el siglo XIX, y procede de la jerga estudiantil del momento. En Austria se conocen como "Beisl" a los locales de similares características, en la parte de Suiza germanoparlante como "Beiz", en Baviera como "Boazn", y en Baden-Wütttemberg como "Boitz". Todos estos términos proceden de la palabra hebrea "Beijt", cuyo significado es "casa".

## Referințe
1. ↑  «What makes a pub a pub?». foodly.tn. Consultado el 26 de septiembre de 2023.
2. ↑  «Pubs 'face mass closure threat'». news.bbc.co.uk. Consultado el 26 de septiembre de 2023.
3. ↑  «New York Develops a Taste for Gastropubs». www.washingtonpost.com. Consultado el 26 de septiembre de 2023.
4. ↑  «The Pub: A Cultural Institution — from Country Inns to Craft Beer Bars and Corner Locals». books.google.com. Consultado el 26 de septiembre de 2023.
5. ↑  «Pub companies: follow-up, Government response to the Committee's fifth report of session 2009-10, eighth report of session 2009-10, report». books.google.com. Consultado el 26 de septiembre de 2023.